# Gwythyr ap Greidawl
Gwythyr ap Greidawl, także Gwythyr fab Greidawl – legendarna postać z mitologii walijskiej, pojawiająca się w Mabinogionie, wieczny przeciwnik Gwynna ap Nudda. Choć Gwythyr uciekł ze swą wybranką Creiddylad, córką Lludda Llawa Erainta, Gwynnowi udało się ją porwać, zanim para mogła skonsumować związek. Ze względu na głębię antagonizmu pomiędzy Gwythyrem i Gwynnem, przeciwnicy zostali skazani przez Artura na coroczną walkę o Creiddylad, która odbywała się 1 maja (May Day) i była uosobieniem walki pomiędzy latem a zimą.